# Lepa
Lepa je žensko osebno ime.

## Izvor imena
Ime Lepa je izpeljano iz ženskih osebnih imen Ljuba oziroma Zala.

## Pogostost imena
Po podatkih Statističnega urada Republike Slovenije je bilo na dan 31. decembra 2007 v Sloveniji število ženskih oseb z imenom Lepa: 17.

## Osebni praznik
V koledarju je ime Lepa skupaj z imenom Zala; god praznuje 4. septembra.